# Tsaidamotherium
Lo tsaidamoterio (gen. Tsaidamotherium) è un mammifero erbivoro estinto, appartenente agli artiodattili. Visse all'inizio del Miocene superiore (circa 10 milioni di anni fa) e i suoi resti fossili sono stati ritrovati in Cina.

## Descrizione
Questo animale simile a un'antilope robusta possedeva una caratteristica molto insolita: le corna erano di dimensioni diseguali, e il nucleo osseo sinistro era molto più piccolo di quello destro. 
La parte anteriore del cranio era molto corta e alta, con un'alta cavità nasale, ossa nasali fortemente retratte, e premascellari accorciate (così come la fila dei denti premolari). Il muso doveva essere piuttosto simile a quello dell'attuale saiga o a quello del takin, altri due bovidi asiatici che abitano gli altipiani. 
Di Tsaidamotherium sono note due specie: nella specie tipo, Tsaidamotherium hedini, il nucleo osseo del corno destro era alto e conico, a suggerire che il corno destro avesse l'aspetto di un berretto frigio. In T. brevirostrum, invece, il nucleo destro era molto più breve e più piatto, e ciò suggerisce che il corno destro sarebbe apparso schiacciato o appiattito. Inoltre, la nuova specie ha seni frontali più piccoli, ma uno strato più spesso di osso compatto sotto l'apparato osseo del corno. 

## Classificazione
Tsaidamotherium venne descritto per la prima volta nel 1935 da Birger Bohlin, sulla base di resti fossili molto parziali, scoperti dal dottor Hedin nel bacino Qaidam durante la spedizione scientifica sino-svedese in Cina nord-occidentale nel corso del 1930. La morfologia delle parti craniche sembrava così particolare e importante che questi fossili vennero assegnati a un nuovo genere e specie, Tsaidamotherium hedini. Resti parziali di altri due individui sono stati scoperti nella formazione Liushu all'interno del bacino Linxia nella contea di Hezheng, Gansu, nel 2004, e sono stati descritti come T. brevirostrum nel 2014.
Tsaidamotherium è considerato un bovide appartenente agli ovibovini. Il parente più vicino di Tsaidamotherium è probabilmente il takin (Budorcas taxicolor).

## Paleobiologia
La morfologia della parte anteriore del cranio di Tsaidamotherium suggerisce che probabilmente l'animale aveva una cavità nasale allargata, come gli odierni Saiga e Budorcas, e che quindi potrebbe aver avuto uno speciale adattamento all'ambiente di altopiano.
I resti del cavallo fossile Hipparion suggeriscono che, durante il Miocene superiore, i bacini Linxia e Qaidam erano ambienti di savana caldi e semi-aridi. Tuttavia, l'anatomia di Tsaidamotherium suggerisce che questi animali vivevano in ambienti relativamente freddi. È probabile che gli animali erano adattati a vivere in zone di montagna che si erano formate durante una fase di sollevamento tettonico in Cina nordoccidentale all'inizio del Miocene superiore.